# Yangguang (köpinghuvudort i Kina, Yunnan Sheng, lat 24,14, long 102,79)
Yangguang är en köpinghuvudort i Kina. Den ligger i provinsen Yunnan, i den sydvästra delen av landet, omkring 100 kilometer söder om provinshuvudstaden Kunming. Antalet invånare är 48 512. Befolkningen består av 24 021 kvinnor och 24 491 män. Barn under 15 år utgör 17,0 %, vuxna 15-64 år 72 %, och äldre över 65 år 9,0 %.
Runt Yangguang är det ganska tätbefolkat, med 139 invånare per kvadratkilometer. Närmaste större samhälle är Hexi, 14,7 km väster om Yangguang. I omgivningarna runt Yangguang växer i huvudsak blandskog.
Genomsnittlig årsnederbörd är 1 044 millimeter. Den regnigaste månaden är juni, med i genomsnitt 211 mm nederbörd, och den torraste är februari, med 12 mm nederbörd.